# Zgromadzenie Parlamentarne Rady Europy
Zgromadzenie Parlamentarne Rady Europy – ZPRE (ang. Parliamentary Assembly of the Council of Europe – PACE) Założony w 1949, oryginalnie jako Zgromadzenie Doradcze Rady Europy (ang. Consultative Assembly of the Council of Europe), a w 1974 przemianowany do obecnej nazwy. Jeden z dwóch głównych organów statutowych Rady Europy. Zasiada w nim 612 członków – 306 przedstawicieli parlamentów krajowych i 306 zastępców z 46 państw członkowskich. Złożone jest z przedstawicieli parlamentów krajowych, a ich liczba zależna jest od liczby mieszkańców państw. Zasiadają oni na sali według przynależności partyjnej.
Zgromadzenie Parlamentarne Rady Europy powstało jako pierwsze zgromadzenie tego typu w Europie. Wyprzedza więc ono historycznie Parlament Europejski dzisiejszej Unii Europejskiej, czy też Zgromadzenie Parlamentarne innej organizacji europejskiej – Organizacji Bezpieczeństwa i Współpracy w Europie.
Zgromadzenie Parlamentarne Rady Europy jest ciałem obradującym, doradczym i nie posiada uprawnień prawodawczych – nie może stanowić prawa, norm prawnie wiążących – co wyraźnie odróżnia je od parlamentów narodowych. Zgromadzenie składa się z delegatów parlamentów narodowych poszczególnych państw członkowskich Rady. Co kwartał każdego roku delegacje te zbierają się na swoje sesje w Pałacu Europy w Strasburgu. Kryterium zasiadania na sali obrad nie jest jednak przynależność państwowa, ale reprezentowane poglądy polityczne – delegaci zasiadają w zależności od przynależności do poszczególnych frakcji politycznych. Zgromadzenie może debatować i uchwalać zalecenia w sprawach dotyczących ważnych zagadnień pojawiających się we współczesnym świecie. Zgromadzenie Parlamentarne wybiera również sędziów Europejskiego Trybunału Praw Człowieka.

## Prezydium
Zgromadzeniu przewodniczy Prezydium, w składzie:
- Przewodniczący (Prezydent), wybierany tradycyjnie na trzy roczne kadencje. Od stycznia 2024 funkcję tę pełni Theodoros Rousopoulos(inne języki)[3], przedstawiciel Republiki Greckiej;
- 20 zastępców Przewodniczącego (Prezydenta);
- szefowie ugrupowań politycznych;
- szefowie stałych komitetów działających w ramach Zgromadzenia lub ich zastępcy.

Duże kraje mają stałe miejsce w Prezydium, a małe zmieniają się rotacyjnie. Do zadań Prezydium należy przygotowywanie porządku obrad Zgromadzenia, dbanie o sprawy bieżące i stosunki z innymi organami.

## Kompetencje
Kompetencje Zgromadzenia:
- uchwala rekomendacje i wytyczne oraz uchwały i zalecenia, które skierowane są do Komitetu Ministrów;
- wydaje opinie o państwach kandydujących, projektach traktatów, protokołach, budżecie, implementacji Europejskiej Karty Społecznej;
- wybiera Sekretarza Generalnego i jego zastępców;
- wybiera szefa Sekretariatu Zgromadzenia;
- wybiera sędziów Europejskiego Trybunału Praw Człowieka;
- wybiera Komisarza Praw Człowieka Rady Europy;
- ma prawo powoływać komitety i komisje (zarówno stałe, jak i ad hoc), które zajmą się rozpatrywaniem spraw leżących w gestii Zgromadzenia.

## Status obserwatora
Na wniosek swojego Prezydium Zgromadzenie może przyznać status obserwatora parlamentowi państwa niebędącego członkiem Rady Europy. Delegaci danego kraju, których liczbę ustala Zgromadzenie, nie mają prawa głosu, jednakże mogą wypowiadać swoje opinie i brać udział w pracach komitetów. Obecnie status obserwatora posiadają parlamenty Izraela, Kanady i Meksyku, każdy po 6 przedstawicieli.

## Status gościa specjalnego
Od 1989 r. istnieje także status gościa specjalnego, który powstał, aby umożliwić delegacjom parlamentów z krajów Europy Środkowo-Wschodniej uczestnictwo w posiedzeniach Zgromadzenia i jego komisji. Miało to na celu wspomaganie procesu demokratyzacji tych krajów. Goście specjalni dysponują tymi samymi uprawnieniami, co obserwatorzy. Obecnie żaden parlament nie posiada owego statusu. Parlament Białorusi, który posiadał ten status od 16 września 1992 r. został zawieszony w swoich prawach 13 stycznia 1997 r.

## Państwa członkowskie i liczba ich reprezentantów
Albania (4), Andora (2), Armenia (4), Austria (6), Azerbejdżan (6), Belgia (7), Bośnia i Hercegowina (5), Bułgaria (6), Chorwacja (5), Cypr (3), Czarnogóra (3), Czechy (7), Dania (5), Estonia (3), Finlandia (5), Francja (18), Grecja (7), Gruzja (5), Hiszpania (12), Holandia (7), Irlandia (4), Islandia (3), Macedonia Północna (3), Liechtenstein (2), Litwa (4), Luksemburg (3), Łotwa (3), Malta (3), Mołdawia (5), Monako (2), Niemcy (18), Norwegia (5), Polska (12), Portugalia (7), Rumunia (10), San Marino (2), Serbia (7), Słowacja (5), Słowenia (3), Szwajcaria (6), Szwecja (6), Turcja (12), Ukraina (12), Węgry (7), Włochy (18), Zjednoczone Królestwo Wielkiej Brytanii i Irlandii Północnej (18).

## Lista przewodniczących Zgromadzenia Parlamentarnego Rady Europy
- 1949: Édouard Herriot (p.o., Francja)
- 1949–1951: Paul-Henri Spaak (Belgia)
- 1952–1954: François de Menthon(inne języki) (Francja)
- 1954–1956: Guy Mollet (Francja)
- 1956–1959: Fernand Dehousse(inne języki) (Belgia)
- 1959: John Edwards(inne języki) (Wielka Brytania)
- 1960–1963: Per Federspiel (Dania)
- 1963–1966: Pierre Pflimlin (Francja)
- 1966–1969: Geoffrey de Freitas(inne języki) (Wielka Brytania)
- 1969–1972: Olivier Reverdin(inne języki) (Szwajcaria)
- 1972–1975: Giuseppe Vedovato (Włochy)
- 1975–1978: Karl Czernetz (Austria)
- 1978–1981: Hans de Koster (Holandia)
- 1981–1982: José María de Areilza(inne języki) (Hiszpania)
- 1983–1986: Karl Ahrens (Niemcy)
- 1986–1989: Louis Jung (Francja)
- 1989–1992: Anders Björck (Szwecja)
- 1992: Geoffrey Finsberg(inne języki) (Wielka Brytania)
- 1992–1995: Miguel Ángel Martínez Martínez (Hiszpania)
- 1996–1999: Leni Fischer (Niemcy)
- 1999–2002: Russell Johnston(inne języki) (Wielka Brytania)
- 2002–2005: Peter Schieder (Austria)
- 2005–2008: René van der Linden (Holandia)
- 2008–2010: Lluís Maria de Puig (Hiszpania)
- 2010–2012: Mevlüt Çavuşoğlu (Turcja)
- 2012–2014: Jean-Claude Mignon (Francja)
- 2014–2016: Anne Brasseur (Luksemburg)
- 2016–2017: Pedro Agramunt (Hiszpania)
- 2017: Roger Gale (p.o., Wielka Brytania)
- 2017–2018: Stela Kiriakidu (Cypr)
- 2018: Michele Nicoletti (Włochy)
- 2018–2020: Liliane Maury Pasquier (Szwajcaria)
- 2020–2022: Rik Daems (Belgia)
- 2022–2024: Tiny Kox (Holandia)
- od 2024: Theodoros Rousopoulos(inne języki) (Grecja)